# Zhang Xiuyun
Zhang Xiuyun, född den 25 februari 1976 i Wuhai i Kina, är en kinesisk roddare.
Hon tog OS-silver i dubbelsculler i samband med de olympiska roddtävlingarna 1996 i Atlanta.